# Yankton
Yankton (tudi Ihanke-towan iz Iháŋktȟuŋwaŋ - 'Vas na koncu', Ihanke - 'Konec'; tonwan - 'Vas': konec vasi) je eno od dveh plemen Zahodnih Dakot plemenske zveze Sedem ognjev ali Sujev, jezikovne skupine Siouan.  
Drugo pleme zahodnih Dakot je Yanktonai.
Plemensko zvezo Sedem Ognjev ali Sujev tvorijo še štiri plemena vzhodnih Dakot Mdewakanton, Sisseton, Wahpekute in Wahpeton ter pleme Lakota.

## Kultura in način življenja
Ko so Yankton na svojem prisilnem pohodu proti zahodu dosegli svoje plemensko ozemlje v preriji v današnji južni  Dakoti, severozahodni iowi in jugozahodni Minnesoti ter severno od reke Misuri, so prešli iz gozdne v prerijsko kulturo, vendar so živeli v stalnih vaseh ob rekah in se poleg lova v manjšem obsegu ukvarjali tudi s kmetijstvom. Tam so živeli v zemljankah, ki so nudile boljšo zaščito v mrzlih zimah, a so ostale hladne tudi v vročih poletnih mesecih. V bistvu pa so bili odvisni od ogromnih bizonskih čred, ki so jim zagotavljale hrano in surovine za skoraj vse potrebe vsakdanjega življenja. Preden so prvi španski konji z juga dosegli travnike, so se prerijska plemena peš selila kot nomadi po Velikih ravnicah. Živeli so v majhnih, prenosnih tipijih iz treh ali štirih palic, prekritih z zašitimi bizonskimi kožami. Vse njihovo imetje je bilo naloženo na te palice in vlečeno s psi. Ta naprava se je imenovala travois. Po uporu v Pueblu leta 1680 so mnogi španski naseljenci pobegnili v Mehiko, pustili so za seboj konje, ki so s trgovino ali krajo prišli do plemen na prerijah na severu. V samo 75 letih je konj, ki so ga Indijanci imenovali Veliki pes, spremenil življenje in kulturo na Velikih ravnicah. Konji so omogočili prevoz daljših palic in s tem večjih tipijev. Indijanci so se lahko hitreje premikali od kraja do kraja in lovili več bizonov. Dobili so več mesa za hrano in kože za oblačila in tipije. Te ugodnejše življenjske razmere so povzročile tudi večjo rast prebivalstva.
Po uvedbi strelnega orožja v 18. stoletju so prerijska plemena razvila kompleksno, ritualizirano obliko vojskovanja, pri kateri je bilo zgolj dotikanje nasprotnika cenjeno višje kot ubijanje in [kalpiranje. To dotikanje sovražnika v boju se je imenovalo Counting Coup in slavni poglavar Absaroke plemena se je imenoval Plenty Coups (Veliko Coupov).
Na ozemlju Yanktonov v jugozahodni Minnesoti, na Coteau des Prairies, se nahaja sveti kamnolom pip, območje, veliko več kot en kvadratni kilometer, ki je bilo pri Indijancih od nekdaj veljalo za mirovno cono. Tam najdeni rdečkasto obarvani mineral, aluminijev silikat, je dobil ime Katlinit po slikarju Georgeu Catlinu, ki je kraj prvi opisal kot belopolti človek in dal preiskati kamen. Mehki material je odličen za rezbarjenje glav pip in se strdi šele po daljšem stiku z zrakom. Okoli kamnoloma so se oblikovali miti, ki pripovedujejo, da je kamen dobil svojo barvo zaradi indijanske krvi. Danes se na tem mestu nahaja Pipestone National Monument.

## Zgodovina
Konec 17. stoletja so zgodnji raziskovalci na območju jezer Mille Lacs in Leech Lake v današnji Minnesoti naleteli na Yanktone in Yanktonaje. Na zemljevidu Guillauma Delisla iz leta 1708 so Yanktoni prikazani na vzhodnem bregu reke Missouri blizu današnjega mesta Sioux City v Iowi. Približno stoletje Yanktoni niso bili več omenjeni v zgodovinskih knjigah. Iz poročil odprave Lewisa in Clarka je razvidno, da se je njihovo bivališče okoli leta 1804 razprostiralo ob rekah Big in Little Sioux, Floyd in Des Moines. Na reki Missouri so imeli stike s trgovci, ki so prihajali z ladjami po reki navzgor. V 1840-ih letih so živeli ob reki Vermillion v Južni Dakoti. S pogodbo v Washingtonu 19. aprila 1858 so skoraj vso svojo zemljo v Južni Dakoti odstopili vladi in se preselili v rezervat na severnem bregu reke Missouri, ne da bi v prihodnosti prišlo do konfliktov z belimi naseljenci. V zameno so od vlade prejeli denar, hrano in blago. Ameriška državljanska vojna (1861–1865) je povzročila težave pri plačilih in prekinitev letnih dobav, kar je pri Yanktonih sprožilo lakoto. Prišlo je do nemirov v nekaterih skupinah, vendar jih je ob izbruhu vzhodnih Dakot upora leta 1862 v Minnesoti njihov poglavar Palaneapape ('Struck A Pawnee', tudi Padani Apapi ali Pa-Da-Ni-A-Ha-Hi - 'Struck by the Ree') obdržal izven konflikta in pravočasno opozoril bele naseljence, naj poiščejo zaščito v utrdbah. S tem je rešil življenja mnogim belcem. Kmalu po sprejetju Dawes Act leta 1887 se je začela razdelitev rezervata na posamezne parcele in je bila končana leta 1890.

## Demografija
Lewis in Clark sta leta 1807 ocenila njihovo število na 700 pripadnikov. Urad za indijanske zadeve je za leto 1842 navedel 2.500 Yanktonov, leta 1862 jih je bilo 3.000, leta 1867 2.530 in leta 1886 1.776 pripadnikov plemena. Pri popisu prebivalstva leta 2000 je bilo ugotovljenih 4.961 Yanktonov, ki večinoma živijo v rezervatih Yankton in Crow Creek.
Glej tudi:
- Suji
- Dakota
- Lakota
- Yanktonai
- Sisseton
- Wahpekute
- Wahpeton
- Mdewakanton